# Бучас, Бернардас
Бернардас Бучас (лит. Bernardas Bučas) (1903—1979) — литовский скульптор, художник и график; автор памятников в ряде городов Литвы. Брат литовского архитектора Казимераса Бучаса, супруг литовской поэтессы Саломеи Нерис (в замужестве Бучене, девичья фамилия Бачинскайте).

## Биография
Родился и вырос в большой семье крестьянина — мелкоземельного собственника. Был старшим ребёнком в семье. Учился в Смилгяйской школе. В 1920—1926 годах учился в Паневежской гимназии, где литовскую и мировую литературу преподавала писательница Габриеле Петкевичайте-Бите, а изобразительное искусство — известный скульптор Юозас Зикарас.
В 1926—1928 годах учился в Риме в Академии изящных искусств, в 1928—1929 годах — в Королевской Академия изящных искусств в Брюсселе.
В 1930 году вернулся в Литву, где после прохождения военной службы в 1932 году поселился в Паневежисе. Там он существует как вольный художник, принимает участие в художественных выставках.
В 1936 году получил стипендию министерства образования Литвы и до 1937 года обучался в Париже. Там он встретил поэтессу Саломею Нерис, на которой женился 12 декабря 1936 года.
После возвращения в Литву обосновался в Палемонасе — пригороде Каунаса. Там он по собственному проекту построил дом и разбил большой сад на участке вокруг него. В этом доме 23 декабря 1937 года родился их с Саломеей сын Саулюс, будущий скульптор.
В 1940—1941 годах преподавал декоративно-прикладное искусство в Каунасском коммерческом училище. В советские времена долгое время был членом художественного совета Каунасского комбината декоративно-прикладного искусства «Дайле».

## Семья
- Брат — Казимерас Бучас, архитектор
- Первая жена — Саломея Нерис, поэтесса
  - Сын — Саулюс Бучас, скульптор
- Вторая жена — Она Бучене
  - Дочери — Раса и Аушряле

## Творчество
С 1930 года участвовал в выставках; посмертная юбилейная состоялась в Каунасе в 2003 году. Раннему творчеству Бучаса присущи стилизация и черты ар-деко. Композиции на тему труда более реалистичны. Скульптуры на тему труда, созданные после Второй мировой войны, натуралистичны. Помимо скульптуры, занимался также живописью и графикой. 
Произведения хранятся в Литовском художественном музее, Национальном художественном музее имени М. К. Чюрлёниса, Военном музее Витовта Великого, других музеях Литвы.

### Основные работы
- Надгробный памятник писательницы Людвики Диджюлене-Жмоны в Грежёнелесе (1932)
- Три барельефа на здании Земельного банка в Каунасе (1933—1935)
- Барельеф на надгробии поэта и теолога Майрониса в Кафедральном соборе Каунаса (1934)
- Надгробный памятник учительницы В. Бутенене в Паневежисе (1935)
- Сеятель (1935, второй вариант 1939)
- Бюст писателя Юозаса Тумаса-Вайжгантаса в Сведасае (1937)
- Бюст инженера и общественного деятеля Пятраса Вилейшиса в Каунасе (1938)
- Бюст издателя, общественного и политического деятеля Мартинаса Янкуса в Каунасе (1939)
- Надгробный памятник Феликсаса и Магделены Сирутисов в Людвинавасе (1948)
- Скульптурная группа «Сельское хозяйство» на Зеленом мосту в Вильнюсе (1951, совместно с Пятрасом Вайвадой; в 2015 году снята)
- Памятник поэтессе Саломее Нерис в Каунасе (1955)
- Бюст писательницы Габриеле Петкявичайте-Бите в Паневежисе (1970)

## Награды
- Медаль «За трудовое отличие» (16 марта 1954 года) — за выдающиеся заслуги, в области развития литовской советской литературы и искусства и в связи с декадой литовской литературы и искусства в г. Москве[2].